# Jens Kolding
Jens Kolding (12 juli 1952) was een Deens profvoetballer / aanvaller die van seizoen 1976-1977 t/m seizoen 1979-1980 85 wedstrijden (in vier seizoenen) voor Roda JC heeft gespeeld en daarin veertienmaal heeft gescoord. Hij is zesvoudig Deens international zonder een doelpunt te hebben gemaakt. Hij speelde tweemaal in het Deens elftal onder 21 jaar en scoorde daarin tweemaal.

## Wedstrijden en goals voor Roda JC
| Seizoen | Wedstrijden | Goals |
| ------- | ----------- | ----- |
| 1976/77 | 27          | 4     |
| 1977/78 | 28          | 6     |
| 1978/79 | 10          | 0     |
| 1979/80 | 20          | 4     |

## Erelijst
Brøndby IF
- SAS Ligaen

1985